# Her Maternal Right
Her Maternal Right er en amerikansk stumfilm fra 1916 af Robert Thornby og John Ince.

## Medvirkende
- Kitty Gordon som Nina Seabury.
- Zena Keefe som Mary Winslow.
- George Relph som Emory Townsend.